# Trachydemus
 Trachydémus — рід жуків родини Довгоносики (Curculionidae).

## Зовнішній вигляд
Основні ознаки
- головотрубка округла, трохи вигнута донизу, із вдавленням зверху біля вершини, має поздовжній серединний кіль та бічні кілі, які її облямовують;
- вусики колінчасті, із товстим стволиком, 1-й членик джгутика ледь довший за другий, решта члеників дуже короткі й поперечні, булава загострена до вершини й довша за джгутик;
- очі видовжені й не опуклі;
- передньоспинка майже квадратна, трохи звужена до переднього краю, із перетяжкою біля нього, вкрита дрібними зернятками, має лопаті за очима, передньогруди без ямки для вкладання головотрубки;
- основа надкрил ширша за основу передньоспинки і вкрита зернятками;

- 2-й членик задніх лапок довший за 1-й, кігтики зрослися біля своєї основи і з двох кігтиків кожної лапки один довший, ніж інший;

Фотографії жуків одного з видів цього роду див. на.

## Спосіб життя
Невідомий, ймовірно, він є типовим для представників Cleonini. Trachydemus rudosus живе на резеді (родина Резедові).

## Географічне поширення
Ареал роду обмежений західною частиною Півдня Палеартики (див. нижче).

## Класифікація
Описано щонайменше 3 види роду Trachydemus:
- Trachydemus inquinatus (Olivier, 1807) — Португалія, Іспанія, Південна Франція, Італія, Північна Африка, Марокко, Алжир, Туніс
- Trachydemus orientalis Zumpt, 1938 — Ірак
- Trachydemus parthicus Ter-Minasian & Egorov, 1986 — Іран